# Doghs
Doghs är en ort i Armenien.   Den ligger i provinsen Aragatsotn, i den västra delen av landet, 21 kilometer väster om huvudstaden Jerevan. Doghs ligger 928 meter över havet och antalet invånare är 1 186.
Terrängen runt Doghs är platt åt sydost, men åt nordväst är den kuperad. Runt Doghs är det ganska tätbefolkat, med 230 invånare per kvadratkilometer.. Närmaste större samhälle är Etjmiadzin, 6,7 kilometer söder om Doghs. 
Trakten runt Doghs består i huvudsak av gräsmarker.